# Conderis lombokiensis
Conderis lombokiensis is een keversoort uit de familie netschildkevers (Lycidae). De wetenschappelijke naam van de soort werd in 1998 gepubliceerd door Ladislav Bocák.